# 盾萼紫堇
盾萼紫堇（学名：Corydalis peltata）为罂粟科紫堇属下的一个种。

## 扩展阅读
- 維基物種上的相關：盾萼紫堇